# Nordstrandita
La nordstrandita es una de las formas minerales del hidróxido de aluminio, Al(OH)3. Recibe su nombre en honor a Robert A. Van Nordstrand (1918-2000), quien sintetizó este compuesto en 1956; dicho compuesto fue posteriormente llamado nordstrandita, denominación que pasó luego al mineral cuando este fue descubierto en la naturaleza en 1962.
Otro nombre que recibe este mineral es randomita.

## Propiedades
La nordstrandita es un mineral entre transparente y opaco, de brillo vítreo, casi incoloro o de color blanco o crema. Cuando tiene incorporada goethita, su coloración puede ser rosa coral o pardo rojiza.
Tiene una dureza de 3 en la escala de Mohs y una densidad de 2,43 g/cm³, siendo muy soluble tanto en ácidos como en bases.
Cristaliza en el sistema triclínico, clase pedial.
Su contenido en aluminio, expresado como Al2O3, es del 64 - 66%, siendo sus impurezas más habituales hierro y silicio.
Es polimorfo de la gibbsita, bayerita y doyleíta: la gibbsita y la bayerita cristalizan en el sistema monoclínico, mientras que la doyleíta, al igual que la nordstrandita, lo hace en el triclínico.

## Morfología y formación
La nordstrandita suele presentarse como gruesos cristales tabulares, rómbicos o en bloques, de hasta 2 mm.
Menos frecuentemente presenta hábito acicular, o aparece formando racimos estrellados o agregados policristalinos.
Suele encontrase en suelos residuales procedentes de calizas, también en pizarras bituminosas dolomíticas,
limolitas marinas, pegmatitas, cavidades miarolíticas y xenolitos en sientitas nefelínicas.
Puede aparecer asociada a cuarzo, caolinita, diáspora, goethita, natrolita, tetranatrolita, analcima, sodalita, albita, microclina y dawsonita.

## Yacimientos
La nordstrandita tiene dos localidades tipo, ya que, en 1962, la forma natural de este mineral fue descubierta simultáneamente en la localidad minera de Bau (Sarawak, Malasia) y en el monte Alifan (Guam). También se ha encontrado nordstrandita cerca de la ciudad de Fujioka (prefectura de Gunma, Japón).
En Europa existen depósitos de este mineral hidróxido en Wilhemsdorf (Estiria, Austria), cerca de Mayen (Renania-Palatinado, Alemania), Žlutice (región de Karlovy Vary, República Checa) y Aggtelek (Hungría); hay también varias localizaciones en Italia, en Terlano (Bolzano), arroyo de Acquasaliente (Vicenza) y en Carrara, el distrito de mármol más importante de los Alpes Apuanos (Massa-Carrara).
España cuenta con depósitos en Gavá (Barcelona), en Llucmajor (Mallorca) y en los acantilados de Famara (Haría, Lanzarote).